# Eduardo Camavinga
Eduardo Camavinga (* 10. listopadu 2002, Cabinda, Angola) je původem angolský profesionální fotbalista, který hraje na pozici středního záložníka za španělský klub Real Madrid a za francouzský národní tým.

## Klubová kariéra
Svou první profesionální smlouvu podepsal s klubem Stade Rennais 14. prosince 2018 ve věku 16 let a jednoho měsíce, a stal se tak nejmladším profesionálním fotbalistou klubu.
Svého debutu za Rennes se dočkal dne 6. dubna 2019 při remíze 3:3 s Angers. Stal se ve věku 16 let a 4 měsíce nejmladším hráčem, který kdy nastoupil za A-tým Rennes. Svůj první gól za Rennes zaznamenal 15. prosince 2019 při výhře 1:0 proti Lyonu; skóroval v 89. minutě hry. Celkem za Rennes odehrál 88 zápasů a vstřelil 2 góly.
Dne 31. srpna 2021 přestoupil do španělského klubu Real Madrid za 31 milionů eur.

## Reprezentační kariéra
Dne 11. listopadu 2019 byl Camavinga nominován do francouzského reprezentačního týmu do 21 let na utkání proti Gruzii a Švýcarsku, ve kterém nahradil Mattea Guendouziho, jenž se připojil k seniorské reprezentaci.
Dne 27. srpna 2020 byl Camavinga poprvé povolán do francouzské reprezentace poté, co kvůli pozitivnímu testu na covid-19 nemohl hrát Paul Pogba. Camavinga se tak stal nejmladším hráčem povolaným do francouzské reprezentace od roku 1932, kdy byl nominován René Gérard, kterému bylo roku 17 let, 9 měsíců a 17 dní. Camavinga debutoval 8. září 2020 proti Chorvatsku v zápase Ligy národů UEFA, kdy o poločasové přestávce vystřídal N'Gola Kantého. Zápas skončil vítězstvím Francie 4:2. Camavinga se stal nejmladším hráčem francouzské reprezentace od roku 1914, kdy debutoval Maurice Gastiger, jemuž 17 let, 9 měsíců a 29 dní.
Dne 7. října 2020 Camavinga přispěl k vítězství 7:1 proti Ukrajině svým premiérovým reprezentačním gólem (otevřel skóre z přímého kopu). Stal se tak nejmladším střelcem francouzského týmu od roku 1914, kdy se prosadil Maurice Gastiger.

## Statistiky

### Klubové
K 28. květnu 2022
| Klub        | Sezóna  | Liga    | Liga   | Liga | Národní pohár | Národní pohár | Ligový pohár | Ligový pohár | Evropské poháry | Evropské poháry | Ostatní | Ostatní | Celkem | Celkem |
| Klub        | Sezóna  | Liga    | Zápasy | Góly | Zápasy        | Góly          | Zápasy       | Góly         | Zápasy          | Góly            | Zápasy  | Góly    | Zápasy | Góly   |
| ----------- | ------- | ------- | ------ | ---- | ------------- | ------------- | ------------ | ------------ | --------------- | --------------- | ------- | ------- | ------ | ------ |
| Rennes      | 2018/19 | Ligue 1 | 7      | 0    | 0             | 0             | 0            | 0            | 0               | 0               | —       | —       | 7      | 0      |
| Rennes      | 2019/20 | Ligue 1 | 25     | 1    | 5             | 0             | 1            | 0            | 4               | 0               | 1       | 0       | 36     | 1      |
| Rennes      | 2020/21 | Ligue 1 | 35     | 1    | 0             | 0             | —            | —            | 4               | 0               | —       | —       | 39     | 1      |
| Rennes      | 2021/22 | Ligue 1 | 4      | 0    | 0             | 0             | —            | —            | 2               | 0               | —       | —       | 6      | 0      |
| Rennes      | Celkem  | Celkem  | 71     | 2    | 5             | 0             | 1            | 0            | 10              | 0               | 1       | 0       | 88     | 2      |
| Real Madrid | 2021/22 | La Liga | 26     | 2    | 3             | 0             | —            | —            | 10              | 0               | 1       | 0       | 40     | 2      |
| Real Madrid | 2022/23 | La Liga | 0      | 0    | 0             | 0             | —            | —            | 0               | 0               | 0       | 0       | 0      | 0      |
| Real Madrid | Celkem  | Celkem  | 26     | 2    | 3             | 0             | —            | —            | 10              | 0               | 1       | 0       | 40     | 2      |
| Celkem      | Celkem  | Celkem  | 110    | 8    | 8             | 0             | 1            | 0            | 20              | 0               | 2       | 0       | 141    | 8      |

### Reprezentační
K 14. říjnu 2020
| Francie | Francie | Francie |
| Rok     | Zápasy  | Góly    |
| ------- | ------- | ------- |
| 2020    | 3       | 1       |
| Celkem  | 3       | 1       |

#### Reprezentační góly
Skóre a výsledky Francie jsou vždy zapisovány jako první.
| Gól | Datum         | Místo                                 | Soupeř   | Skóre | Výsledek | Soutěž          |
| --- | ------------- | ------------------------------------- | -------- | ----- | -------- | --------------- |
| 1.  | 7. října 2020 | Stade de France, Saint-Denis, Francie | Ukrajina | 1:0   | 7:1      | Přátelský zápas |

## Osobní život
Camavinga se narodil v uprchlickém táboře v Miconge v Angole v roce 2002 konžským rodičům, kteří uprchli z Kinshasy. Má pět sourozenců. Jeho rodina se přestěhovala do Francie, když mu byly 2 roky. Přestěhovali se do Fougères, kde vyrůstal. Nějakou dobu cvičil judo, než se jej vzdal, aby se soustředil pouze na fotbal. V roce 2013 vyhořel dům rodiny Camavingových, přičemž požár zničil většinu rodinného majetku.
Dne 5. listopadu 2019 získal Eduardo Camavinga francouzské občanství.
Dne 7. července 2020 získal titul: bakalář ES (ekonomický a sociální).

## Ocenění

### Klubové

#### Real Madrid
- La Liga: 2021/22[14]
- Supercopa de España: 2021/22[15]
- Liga Mistrů UEFA: 2021/22[16]
- Superpohár UEFA 2022 [17]

### Individuální
- Hráč měsíce UNFP Ligue 1: srpen 2019 [18]
- IFFHS Men's Youth (U20) World Team: 2020, 2021